# Santos (gemeente)
Santos (IPA: [ˈsɐ̃tus]) is een stad en gemeente in de Braziliaanse staat São Paulo. De agglomeratie telt in totaal 1.665.000 inwoners. De stad is voornamelijk gelegen op het eiland São Vicente, waarop ook de gelijknamige stad gelegen is. Door het feit dat de stad op een eiland ligt is de bevolkingsgroei minder explosief dan in vele andere grote Braziliaanse steden.
Santos, wat heiligen betekent, heeft de grootste haven van Brazilië, en is tevens de grootste havenstad van Zuid-Amerika. Er wordt veel koffie en suiker geëxporteerd. De vele immigranten die de Braziliaanse cultuur mede gevormd hebben kwamen via deze stad Brazilië binnen aan het einde van de 19e en aan het begin van de 20e eeuw.

## Geografie
Op de 39,4 km² van het eiland São Vicente dat tot Santos behoort woont bijna de hele bevolking van de stad. Santos wordt gescheiden van São Vicente door een heuvel van ongeveer 200 meter hoog. Het grootste deel van de stad ligt op het vasteland en bestaat uit tropisch regenwoud.

## Aangrenzende gemeenten
De gemeente grenst aan Bertioga, Cubatão, Guarujá, Mogi das Cruzes, Santo André en São Vicente.

## Verkeer en vervoer
De stad ligt aan het einde van de radiale snelweg BR-050 tussen Brasilia en Santos. Daarnaast ligt ze aan de wegen SP-150 en SP-160.
De haven van Santos is de grootste van het land.

## Sport
Santos FC is de grootse voetbalclub van de stad en speelt sinds 1916 onafgebroken in het Campeonato Paulista en sinds 1971 in de Série A. De gouden periode van de club waren de jaren zestig toen Pelé actief was voor de club en de club twee jaar op rij wereldkampioen werd en ook zes landstitels veroverde. Vroeger waren er nog twee grotere clubs, Jabaquara, dat in de jaren zestig de status van profclub opgaf en Portuguesa Santista, dat in 2006 voor de laatste keer in de hoogste klasse van het staatskampioenschap speelde.

## Geboren
- José Antônio Pimenta Bueno (1803-1878), premier van Brazilië
- Ary Patusca (1892-1923), voetballer
- Arnaldo da Silveira (1894-1980), voetballer
- Tuffy Neugen (1898-1935), voetbaldoelman
- Armando Del Debbio (1904-1984), voetballer
- Abraham Patusca da Silveira, "Araken" (1905-1990), voetballer
- Osvaldo Moles (1913-1967), journalist, tekstdichter en schrijver
- Antônio Fernandes, "Antoninho" (1921-1973), voetballer en trainer
- Luís Alonso Pérez, "Lula" (1922-1972), voetbaltrainer
- Cláudio Christovam de Pinho, "Cláudio" (1922-2000), voetballer
- Oswaldo Silva, "Baltazar" (1926-1997), voetballer
- Gylmar dos Santos Neves, "Gilmar" (1930-2013), voetbaldoelman
- Paulo César Araújo, "Pagão" (1934-1991), voetballer
- José Macia, "Pepe" (1935), voetballer
- Celso Amorim (1942), diplomaat en politicus
- Aloízio Mercadante (1954), politicus en econoom
- Djalma Dias Feitosa, "Djalminha" (1970), voetballer
- Sérgio Manoel (1973), voetballer
- Cláudio Castro (1979), gouverneur van Rio de Janeiro
- Chris van der Ende (1981), komiek
- Rodolfo Dantas Bispo (1982), voetballer
- Juliana Felisberta da Silva (1983), beachvolleyballer
- Júnior Moraes (1987), voetballer
- Sergio Dutra Junior (1988), voetballer
- Rafael Martins (1989), voetballer
- Léo Baptistão (1992), voetballer
- Emerson Palmieri (1994), voetballer
- Caio Henrique (1997), voetballer
- Kaiky Fernandes (2004), voetballer